# Terphothrix medinata
Terphothrix medinata är en fjärilsart som beskrevs av Paul Dognin 1920. Terphothrix medinata ingår i släktet Terphothrix och familjen tofsspinnare. Inga underarter finns listade i Catalogue of Life.